# Frozen (Band)
Frozen ist eine spanische Black-/Death-Metal-Band, gegründet in Cádiz. Benannt ist sie nach einem Lied der Band Dissection.

## Geschichte
Gegründet wurde die Band im Jahre 2001 in der Besetzung Markdarkness (Gesang  und Gitarre), Lord Tyrant (Bass) und Djevel (Schlagzeug). Im folgenden Jahr wurde mit Proben begonnen und im September ein Demo aufgenommen, das unveröffentlicht blieb.
Erste Konzerte sowie Veränderungen in der Besetzung folgten im Jahre 2003. Nachdem im Juli Demonized als Gitarrist zur Band gestoßen war, wurde einen Monat später das erste Demo Frozen Souls of the Unlight fertiggestellt.
In den nächsten zwei Jahren gab es weitere personelle Veränderungen. Djevel wurde gefeuert, und Lord Tyrant verließ die Band aus persönlichen Gründen. Carnage trat der Band als Sänger und Bassist bei, und im September 2005 wurde das zweite Demo Consuming All Creation veröffentlicht. In dieser Konstellation wurden im darauf folgenden Jahr Konzerte und Festivals in Spanien bestritten.
Im April 2007 wurde die zwei Stücke enthaltende EP Evoking Shadows Past fertiggestellt. Sie kann frei über Frozens Myspace oder Website heruntergeladen werden. Einen Monat später, jedoch mit sechsmonatiger Verzögerung, wurde die erste MCD The Unborn veröffentlicht. Sie enthält vier Stücke und bekam positive Kritiken. Der Band brachte The Unborn mehr Aufmerksamkeit von Seiten der Radiostationen und auch im Internet ein. Frozen gilt nach eigenen Angaben zu der Zeit als „Die spanische Band mit der potentiell größten Zukunft im Bereich Black Metal“.
Mit Downfall Records konnte 2009 ein Label gefunden werden, welches The Unborn wiederveröffentlicht und vertreibt. Das Album hat eine Spielzeit von 35 Minuten und enthält die komplette MCD sowie die zwei Stücke der EP Evoking Shadows Past als Bonustitel.

## Stil und Einflüsse
Nach eigener Aussage orientiert sich die Band an Dissection und besonders deren Album Storm of the Light’s Bane:

„Wir sind alle große Fans des musikalischen Erbes dieser Band, aber wir versuchen unseren eigenen Stil zu finden.“

Als weitere Einflüsse nennen Frozen klassischen (Heavy) Metal und vor allem schwedische Metal-Bands wie Sacramentum, Kaamos, Repugnant, Dark Funeral, Necrophobic, Watain, Tribulation und Nifelheim.

## Diskografie

### Alben
- 2007: Evoking Shadows Past (EP, Eigenproduktion)
- 2007: The Unborn (MCD, Eigenproduktion)
- 2009: The Unborn (Downfall Records)

### Demos
- 2003: Frozen Souls of the Unlight
- 2005: Consuming All Creation